# 持田恵三
持田 恵三（もちだ けいぞう、1926年5月14日 - 2010年1月20日）は、日本の農業経済学者。
北海道砂川市生まれ。1953年東京大学農学部農業経済学科卒。1962年同大学院博士課程修了、「日本農業の近代化過程」で農学博士の学位を取得。農林省農業総合研究所、和光大学経済学部教授。1997年定年、名誉教授。

## 著書
- 『米穀市場の展開過程』農業総合研究所 1970　東京大学出版会 1970
- 『農業の近代化と日本資本主義の成立』御茶の水書房 1976
- 『食料経済学』同文書院 エスカ・シリーズ 1983
- 『日本の米 風土・歴史・生活』筑摩書房 ちくまライブラリー 1990
- 『世界経済と農業問題』白桃書房 1996
- 『近代日本の知識人と農民』家の光協会 1997

## 論文
- <持田恵三